# Sylvia Scarlett
Sylvia Scarlett is een Amerikaanse filmkomedie uit 1935 onder regie van George Cukor. Het scenario is gebaseerd op de roman The Early Life and Adventures of Sylvia Scarlett (1918) van de Schotse auteur Compton MacKenzie.

## Verhaal
De moeder van Sylvia Scarlett overlijdt en haar vader heeft gokproblemen. Hij slaat op de vlucht, zodat hij niet in de cel terechtkomt. Sylvia besluit zich te vermommen als een jongen en ze vlucht mee met haar vader.

## Rolverdeling
| Acteur            | Personage       |
| ----------------- | --------------- |
| Katharine Hepburn | Sylvia Scarlett |
| Cary Grant        | Jimmy Monkley   |
| Brian Aherne      | Michael Fane    |
| Edmund Gwenn      | Henry Scarlett  |